# Ai coração
"Ai coração" er en sang fra 2023 af den portugisiske singer-songwriter Mimicat. Sangen vil repræsentere Portugal i Eurovision Song Contest 2023 efter at have vundet Festival da Canção 2023, den portugisiske nationale finale i det års Eurovision Song Contest.